# Nenad Džodić
Nenad Džodić (in serbo Нeнaд Џодић?; Belgrado, 4 gennaio 1977) è un ex calciatore serbo con passaporto francese, fino al 2003 jugoslavo e al 2006 serbo-montenegrino, di ruolo difensore.

## Biografia
Suo figlio Stefan è a sua volta un calciatore professionista.

## Palmarès
- Coppa Intertoto UEFA: 1

Montpellier: 1999